# 영국 국방과학기술연구소
영국 국방과학기술연구소(Defence Science and Technology Laboratory, DSTL)은 영국 국방부 국방과학기술연구하는 산하 기관이다. 주요 임무는 영국군 전력을 위한 첨단 무기 개발이다. 임무 영역은 광범위한데 정책 및 획득을 위한 고수준 분석에서부터 바이오 과학, 전자 같은 분야 연구를 수행한다.

## 역사
2001년 6월에 DERA(Defence Evaluation and Research Agency)가 두 개의 부분으로 나뉘었다. DSTL은 첨단 과학과 기술분야 적용하고 나머지 부분은 QinetiQ가 맡게 되었다.

## 구조
DSTL은 국방부 내에 자금을 조달하고 특정한 사업을 위해 예산을 관리한다. 대부분의 예산은 국방부로부터 오며 일부는 다른 정부 조직으로부터 받는다. 2004/5년 기준으로 DSTL의 예산 88%가 국방부로부터 받았다. 나머지 12%에서 다른 정부 조직으로부터 예산이 45%이고, QinetiQ와 외국 정부를 포함하여 55% 해당한다.
DSTL은 다음과 부서로 구성된다.
- 환경 과학 (Environmental Sciences)
- 탐지 (Detection)
- 물리 과학(Physical Sciences)
- 생의학 과학(Biomedical Sciences)
- 센서 및 대응(Sensors and countermeasures)
- 에너지론(Energetics)
- 전자(Electronics)
- 정책 및 능력 연구(Policy and Capability Studies)
- 해군 시스템(Naval Systems)
- 지상 전력 시스템(Land Battlespace Systems)
- 공중력 시스템(Air and Weapons Systems)
- 합동 전술 시스템(Joint Systems)
- 정보 관리(Information Management)
- 지식 서비스(Knowledge Services)

## 같이 보기
- ADD
- 대한민국 국군
- 대한민국 국방부
- 미국 해군 연구개발국(ONR, Office of Naval Research)
- DARPA
- 국방연구개발기구
- 중산과학연구원